# Danielle Green
Danielle Ernestine Green (Filadelfia, 30 luglio 1986) è un'ex cestista statunitense.
Guardia di 174 cm, ha giocato in Serie A1 italiana nel 2008-09 con l'Acer Priolo.

## Carriera
Ha precedentemente giocato nella Oklahoma State University-Stillwater, da cui è uscita proprio nel 2008. Nel suo ultimo anno, ha tirato con il 35% di realizzazioni da tre, ha giocato per una media di 31,2 minuti a partita, collezionando 13,4 punti e 7,4 rimbalzi. Inoltre, è stata selezionata nel 2007 e nel 2008 nella All Big 12 Honorable Mention e nell'ultimo anno nella 2nd Team Academic All-America.
È stata l'mvp della Coppa dei Campioni d'Africa 2010, vinta con la maglia dell'Interclube.

## Statistiche
Dati aggiornati al 31 maggio 2009.
| Stagione        | Squadra         | Competizione    | Partite | Partite | Partite | Statistiche tiro | Statistiche tiro | Statistiche tiro | Altre statistiche | Altre statistiche | Altre statistiche | Altre statistiche | Altre statistiche |
| Stagione        | Squadra         | Competizione    | Pres.   | Titol.  | Minuti  | Tiri da 2        | Tiri da 3        | Liberi           | Rimb.             | Assist            | Rubate            | Stopp.            | Punti             |
| --------------- | --------------- | --------------- | ------- | ------- | ------- | ---------------- | ---------------- | ---------------- | ----------------- | ----------------- | ----------------- | ----------------- | ----------------- |
| 2008-2009       | Acer Erg Priolo | Serie A1        | 22      | 22      | 589     | 53/134           | 7/27             | 42/67            | 129               | 15                | 46                | 6                 | 169               |
| Totale carriera | Totale carriera | Totale carriera | 22      | 22      | 589     | 53/134           | 7/27             | 42/67            | 129               | 15                | 46                | 6                 | 169               |

## Palmarès
- Africa Champions Cup for women: 1
Interclube: 2010